# نمس أكل السلطعون
النمس أكل السلطعون (الاسم العلمي Herpestes urva)، نوع من النمس يمتد مجاله التوزيعي من شمال شرق القارة الهندية وجنوب شرق آسيا إلى جنوب الصين وتايوان.